# Gurs
Ne doit pas être confondu avec Gur.
Gurs [ɡyʁs] est une commune française, située exactement au centre du département des Pyrénées-Atlantiques en région Nouvelle-Aquitaine.

## Géographie

### Localisation
La commune de Gurs se trouve dans le département des Pyrénées-Atlantiques, en région Nouvelle-Aquitaine.
Elle se situe à 46 km par la route de Pau, préfecture du département, à 18 km d'Oloron-Sainte-Marie, sous-préfecture, et à 20 km de Mourenx, bureau centralisateur du canton du Cœur de Béarn dont dépend la commune depuis 2015 pour les élections départementales.
La commune fait en outre partie du bassin de vie de Navarrenx.
Les communes les plus proches sont : 
Dognen (1,2 km), Sus (2,4 km), Jasses (2,7 km), Lay-Lamidou (2,7 km), Préchacq-Navarrenx (3,2 km), Susmiou (3,7 km), Navarrenx (3,9 km), L'Hôpital-Saint-Blaise (4,2 km).

### Communes limitrophes
Les communes limitrophes sont  Dognen, Jasses, L'Hôpital-Saint-Blaise, Moncayolle-Larrory-Mendibieu, Préchacq-Josbaig et Sus.
| Sus                          | Jasses           |        |
| Moncayolle-Larrory-Mendibieu | Gurs             | Dognen |
| L'Hôpital-Saint-Blaise       | Préchacq-Josbaig |        |

### Géologie et relief
Sur le plan historique et culturel, Gurs fait partie de la province du Béarn, qui fut également un État et qui présente une unité historique et culturelle à laquelle s’oppose une diversité frappante de paysages au relief tourmenté.

### Hydrographie et les eaux souterraines

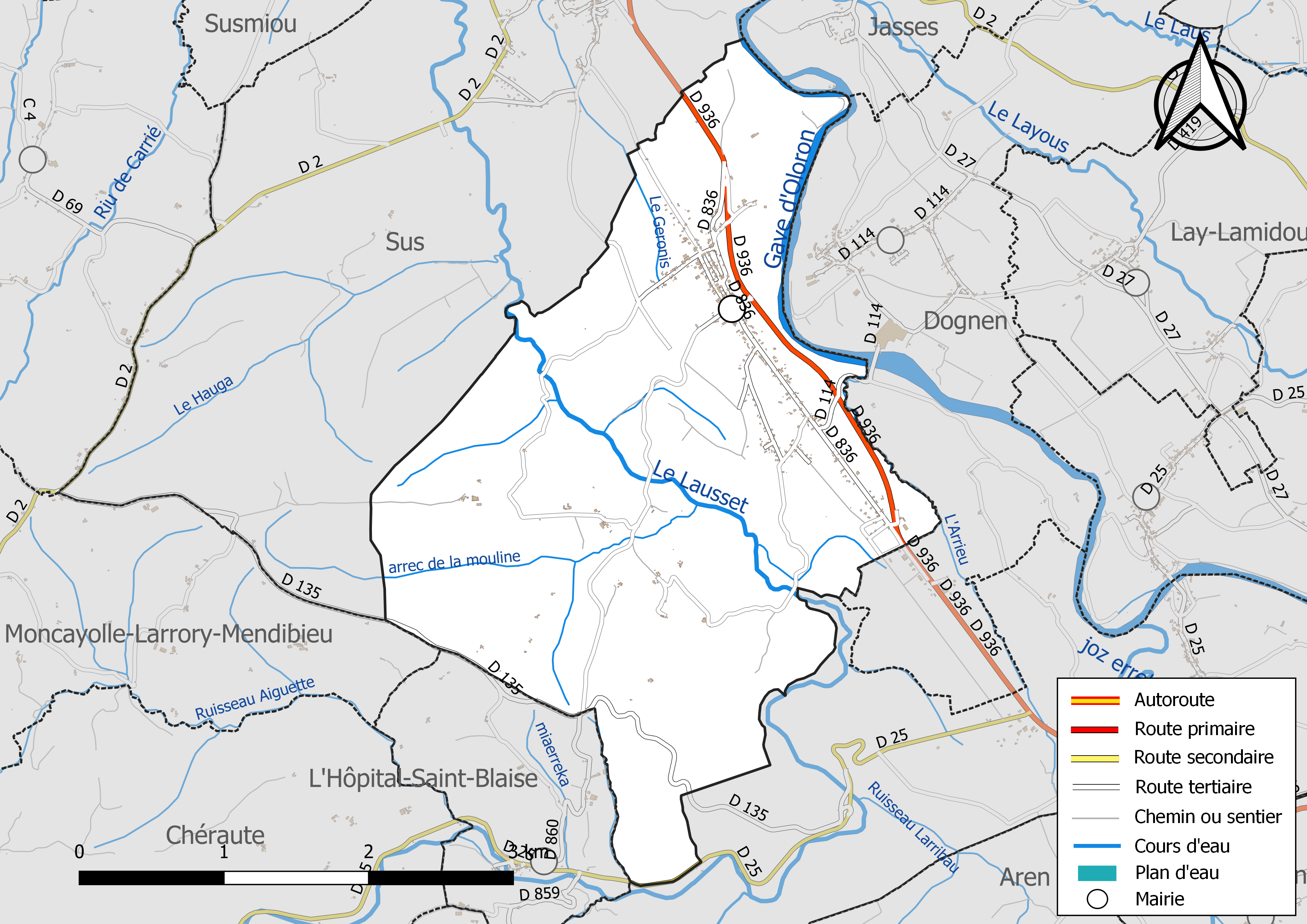
Réseaux hydrographique et routier de Gurs.

La commune est drainée par le gave d'Oloron, le Lausset, l’arrec de la Mouline, L'Arrieu, le Geronis, et par divers petits cours d'eau, constituant un réseau hydrographique de 14 km de longueur totale,.
Le gave d'Oloron, d'une longueur totale de 148,8 km, prend sa source dans la commune de Laruns et s'écoule vers le nord-ouest. Il traverse la commune et se jette dans le gave de Pau à Sorde-l'Abbaye, après avoir traversé 64 communes.
Le Lausset, d'une longueur totale de 39,3 km, prend sa source dans la commune de Sauguis-Saint-Étienne et s'écoule du sud vers le nord. Il traverse la commune et se jette dans le gave d'Oloron à Narp, après avoir traversé 14 communes.

### Climat
Pour des articles plus généraux, voir Climat de la Nouvelle-Aquitaine et Climat des Pyrénées-Atlantiques.
Historiquement, la commune est exposée à un climat de montagne.  
En 2020, Météo-France publie une typologie des climats de la France métropolitaine dans laquelle la commune est toujours exposée à un climat de montagne et est dans la région climatique Pyrénées atlantiques, caractérisée par une pluviométrie élevée (>1 200 mm/an) en toutes saisons, des hivers très doux (7,5 °C en plaine) et des vents faibles.
Pour la période 1971-2000, la température annuelle moyenne est de 13,4 °C, avec une amplitude thermique annuelle de 13,8 °C. Le cumul annuel moyen de précipitations est de 1 237 mm, avec 11,7 jours de précipitations en janvier et 8,5 jours en juillet. Pour la période 1991-2020, la température moyenne annuelle observée sur la station météorologique la plus proche, située sur la commune de Monein à 15 km à vol d'oiseau, est de 14,2 °C et le cumul annuel moyen de précipitations est de 1 228,6 mm,. Pour l'avenir, les paramètres climatiques de la commune estimés pour 2050 selon différents scénarios d’émission de gaz à effet de serre sont consultables sur un site dédié publié par Météo-France en novembre 2022.

### Milieux naturels et biodiversité

#### Réseau Natura 2000
Le réseau Natura 2000 est un réseau écologique européen de sites naturels d'intérêt écologique élaboré à partir des Directives « Habitats » et « Oiseaux », constitué de zones spéciales de conservation (ZSC) et de zones de protection spéciale (ZPS).
Un site Natura 2000 a été défini sur la commune au titre de la « directive Habitats » : « le gave d'Oloron (cours d'eau) et marais de Labastide-Villefranche », d'une superficie de 2 547 ha, une rivière à saumon et écrevisse à pattes blanches,.

#### Zones naturelles d'intérêt écologique, faunistique et floristique
L’inventaire des zones naturelles d'intérêt écologique, faunistique et floristique (ZNIEFF) a pour objectif de réaliser une couverture des zones les plus intéressantes sur le plan écologique, essentiellement dans la perspective d’améliorer la connaissance du patrimoine naturel national et de fournir aux différents décideurs un outil d’aide à la prise en compte de l’environnement dans l’aménagement du territoire.
Une ZNIEFF de type 1 est recensée sur la commune, : 
le « Lausset amont et zones tourbeuses associées » (190,06 ha), couvrant 11 communes du département et une ZNIEFF de type 2,, : 
le « réseau hydrographique du gave d'Oloron et de ses affluents » (6 885,32 ha), couvrant 114 communes dont 2 dans les Landes et 112 dans les Pyrénées-Atlantiques.

## Urbanisme

### Typologie
Au 1er janvier 2024, Gurs est catégorisée commune rurale à habitat dispersé, selon la nouvelle grille communale de densité à sept niveaux définie par l'Insee en 2022.
Elle est située hors unité urbaine. Par ailleurs la commune fait partie de l'aire d'attraction d'Oloron-Sainte-Marie, dont elle est une commune de la couronne,. Cette aire, qui regroupe 44 communes, est catégorisée dans les aires de moins de 50 000 habitants,.

### Occupation des sols

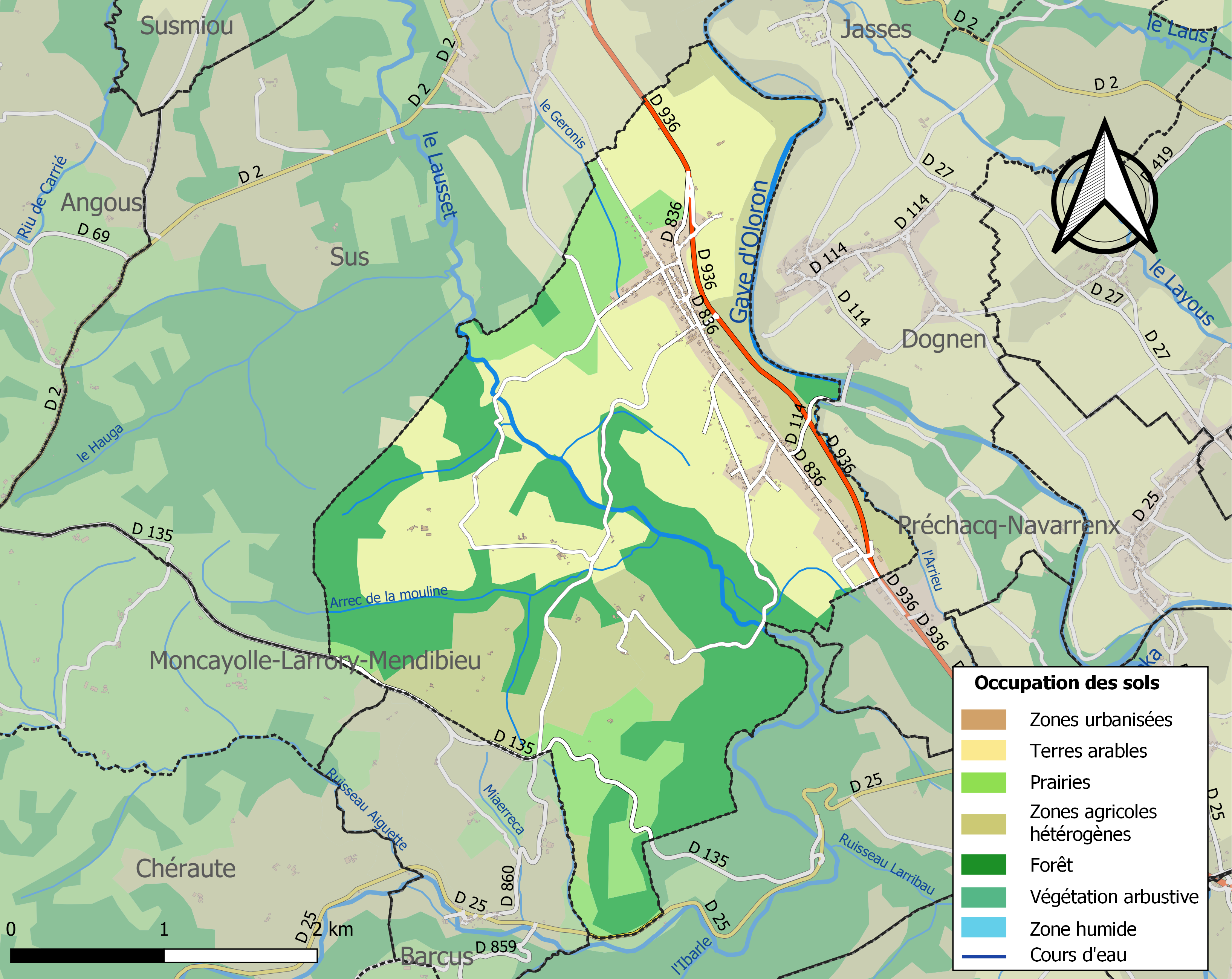
Carte des infrastructures et de l'occupation des sols de la commune en 2018 (CLC).

L'occupation des sols de la commune, telle qu'elle ressort de la base de données européenne d’occupation biophysique des sols Corine Land Cover (CLC), est marquée par l'importance des territoires agricoles (65,4 % en 2018), une proportion sensiblement équivalente à celle de 1990 (65,8 %). La répartition détaillée en 2018 est la suivante : 
terres arables (34,4 %), forêts (28,9 %), zones agricoles hétérogènes (19,3 %), prairies (11,7 %), zones urbanisées (5,7 %). L'évolution de l’occupation des sols de la commune et de ses infrastructures peut être observée sur les différentes représentations cartographiques du territoire : la carte de Cassini (XVIIIe siècle), la carte d'état-major (1820-1866) et les cartes ou photos aériennes de l'IGN pour la période actuelle (1950 à aujourd'hui).

### Lieux-dits et hameaux
- Les Ahitaux.

### Risques majeurs
Le territoire de la commune de Gurs est vulnérable à différents aléas naturels : météorologiques (tempête, orage, neige, grand froid, canicule ou sécheresse), inondations et séisme (sismicité moyenne). Il est également exposé à un risque technologique,  le transport de matières dangereuses. Un site publié par le BRGM permet d'évaluer simplement et rapidement les risques d'un bien localisé soit par son adresse soit par le numéro de sa parcelle.

#### Risques naturels

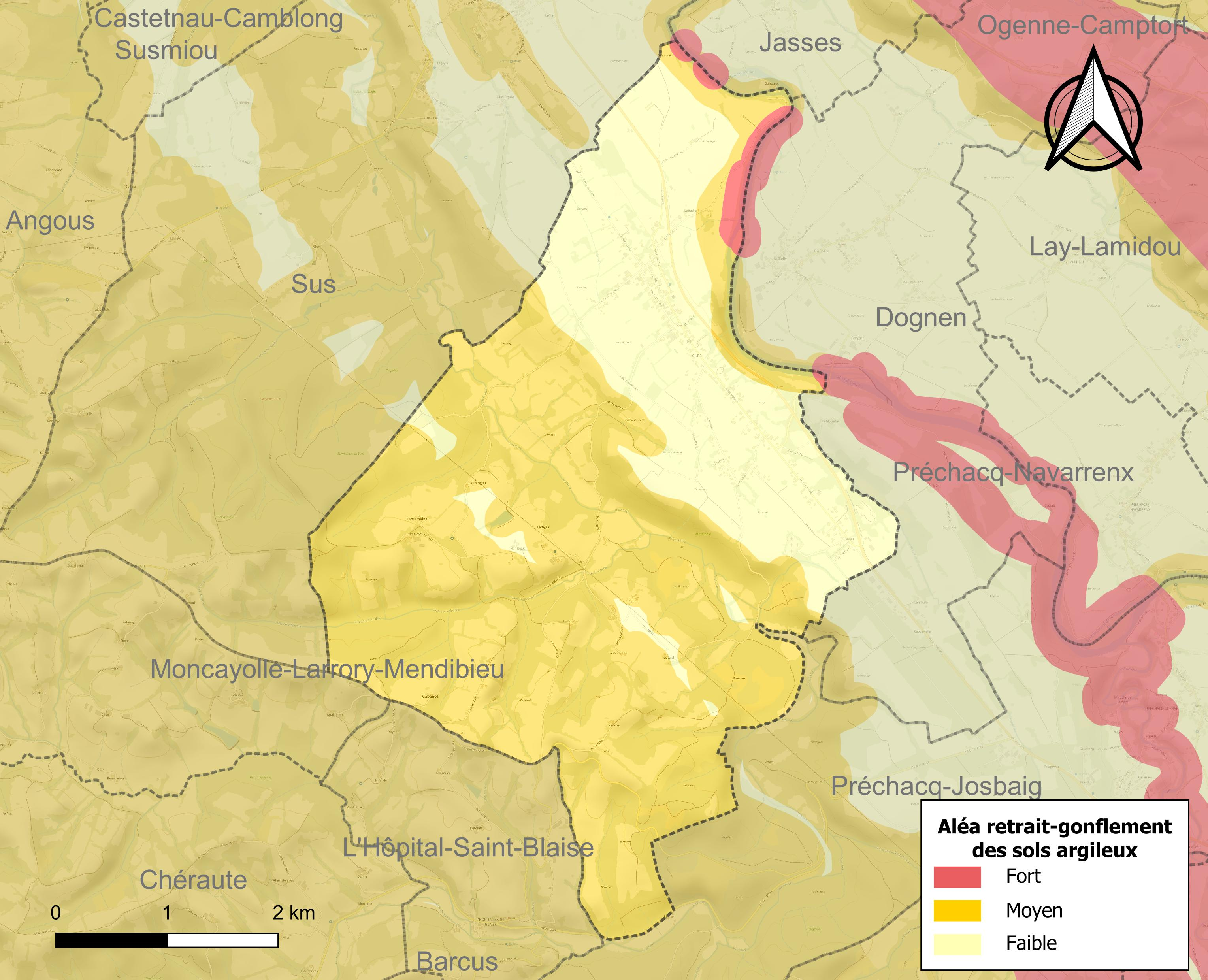
Carte des zones d'aléa retrait-gonflement des sols argileux de Gurs.

Certaines parties du territoire communal sont susceptibles d’être affectées par le risque d’inondation par une crue à  débordement lent de cours d'eau, notamment le gave d'Oloron et le Lausset. La commune a été reconnue en état de catastrophe naturelle au titre des dommages causés par les inondations et coulées de boue survenues en 1982, 1983, 1999 et 2009,.
Le retrait-gonflement des sols argileux est susceptible d'engendrer des dommages importants aux bâtiments en cas d’alternance de périodes de sécheresse et de pluie. 68,7 % de la superficie communale est en aléa moyen ou fort (59 % au niveau départemental et 48,5 % au niveau national). Depuis le 1er octobre 2020, en application de la loi ELAN, différentes contraintes s'imposent aux vendeurs, maîtres d'ouvrages ou constructeurs de biens situés dans une zone classée en aléa moyen ou fort,.

#### Sismicité
Commune située dans une zone 4 de sismicité moyenne.

## Toponymie

### Attestations anciennes
Le toponyme Gurs est mentionné au XIe siècle (d'après Pierre de Marca), et apparaît sous les formes
Gurtz (XIe – XIVe siècle, Anciens Fors),
Gurz (1286, titres de Béarn), 
Gurtz (1385, censier de Béarn) et 
Sent Marti de Gurtz (1396, notaires de Navarrenx).

### Autres toponymes
Les Ahitaux est un hameau de Barraute-Camu mentionné en 1863, dans le dictionnaire topographique Béarn-Pays basque et qui apparait sous la forme 
Los Affitaux en 1560 (réformation de Béarn).

### Graphie béarnaise
Son nom béarnais est Gurs.

## Histoire
Paul Raymond note que la commune comptait une abbaye laïque, vassale de la vicomté de Béarn.

En 1385, Gurs comptait 35 feux et dépendait du bailliage de Navarrenx.

### Le camp de Gurs

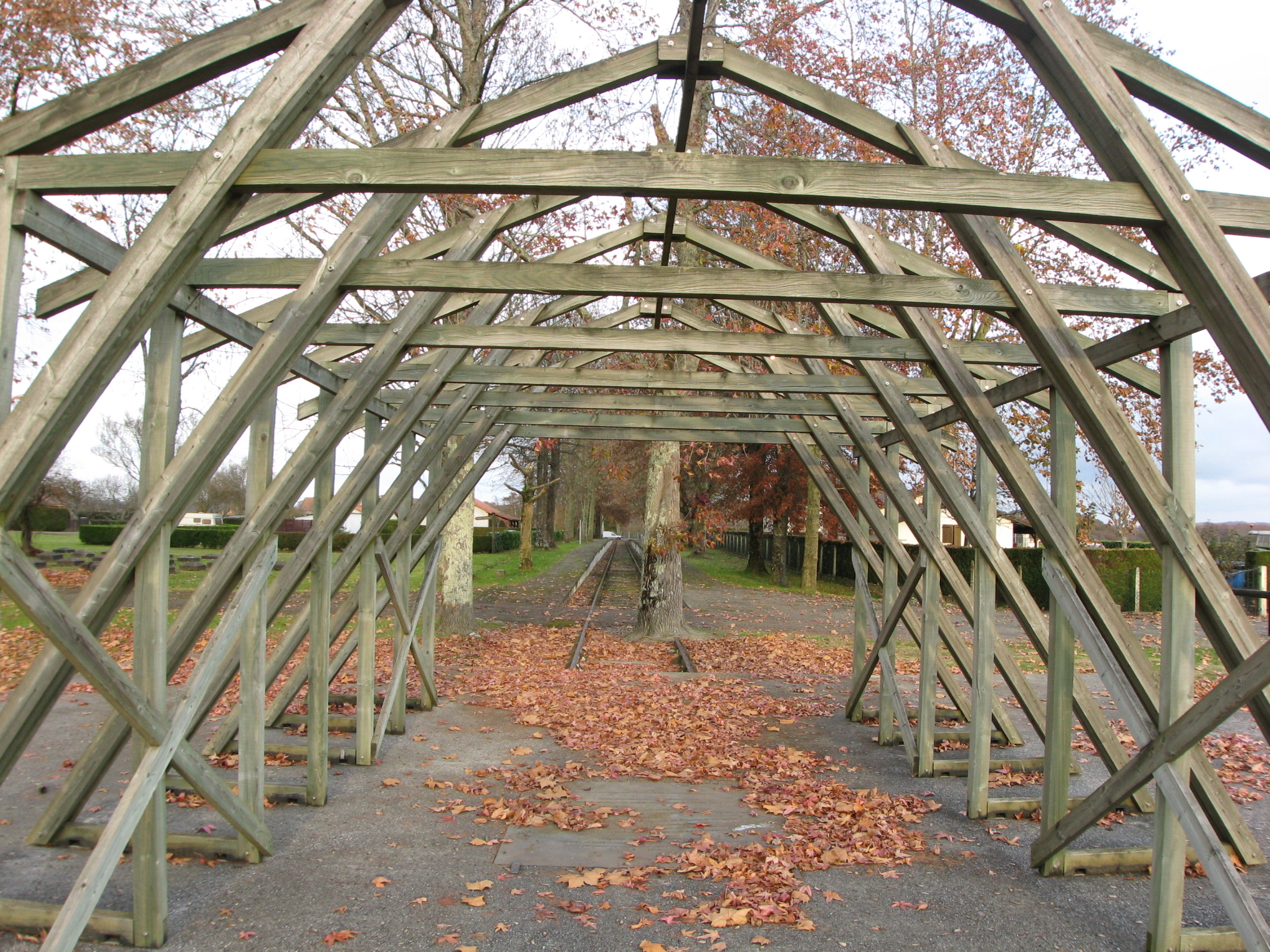
Barraque reconstituée.
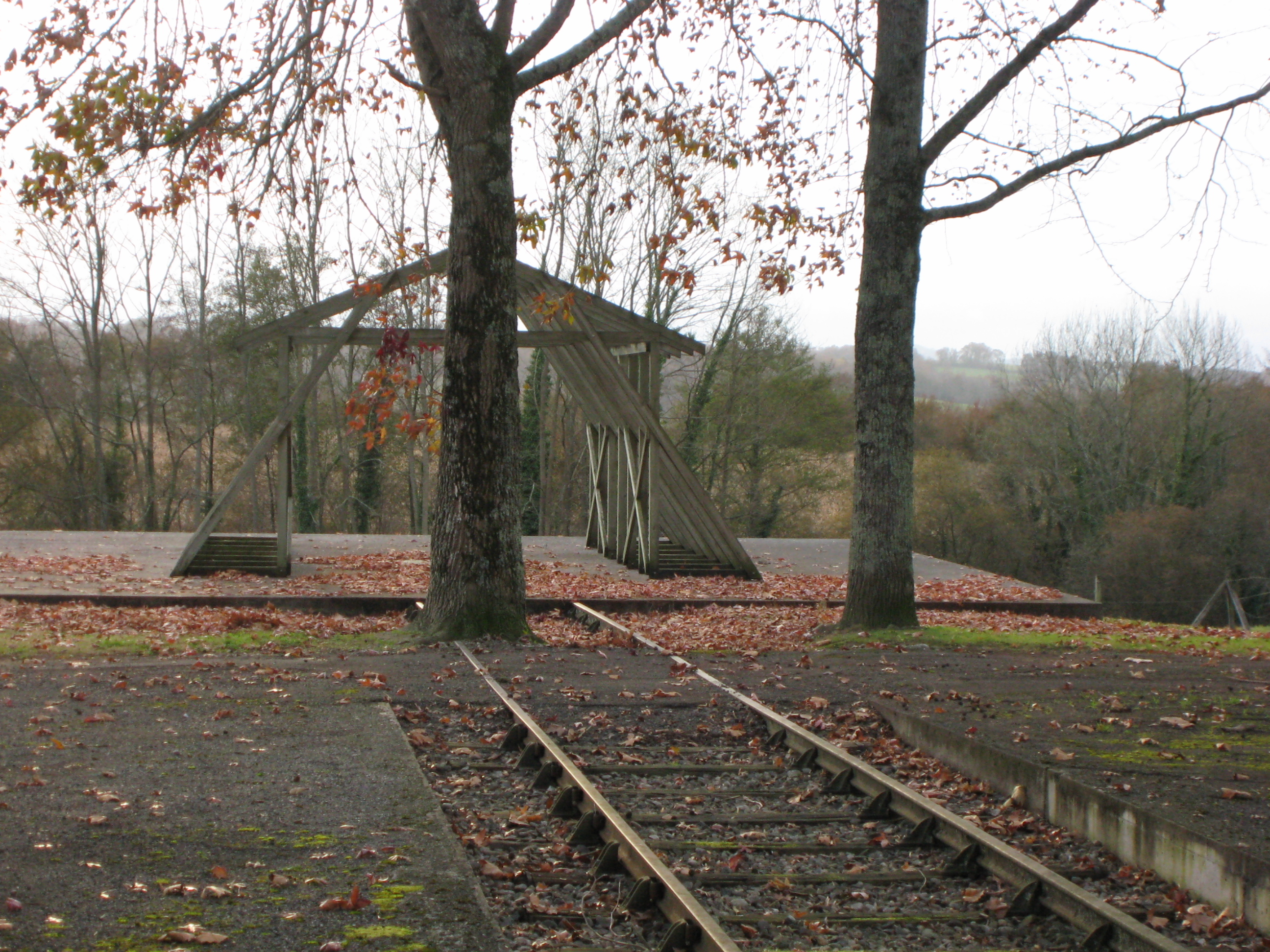
Monument contemporain en guise de voie ferrée symbolisant la déportation.
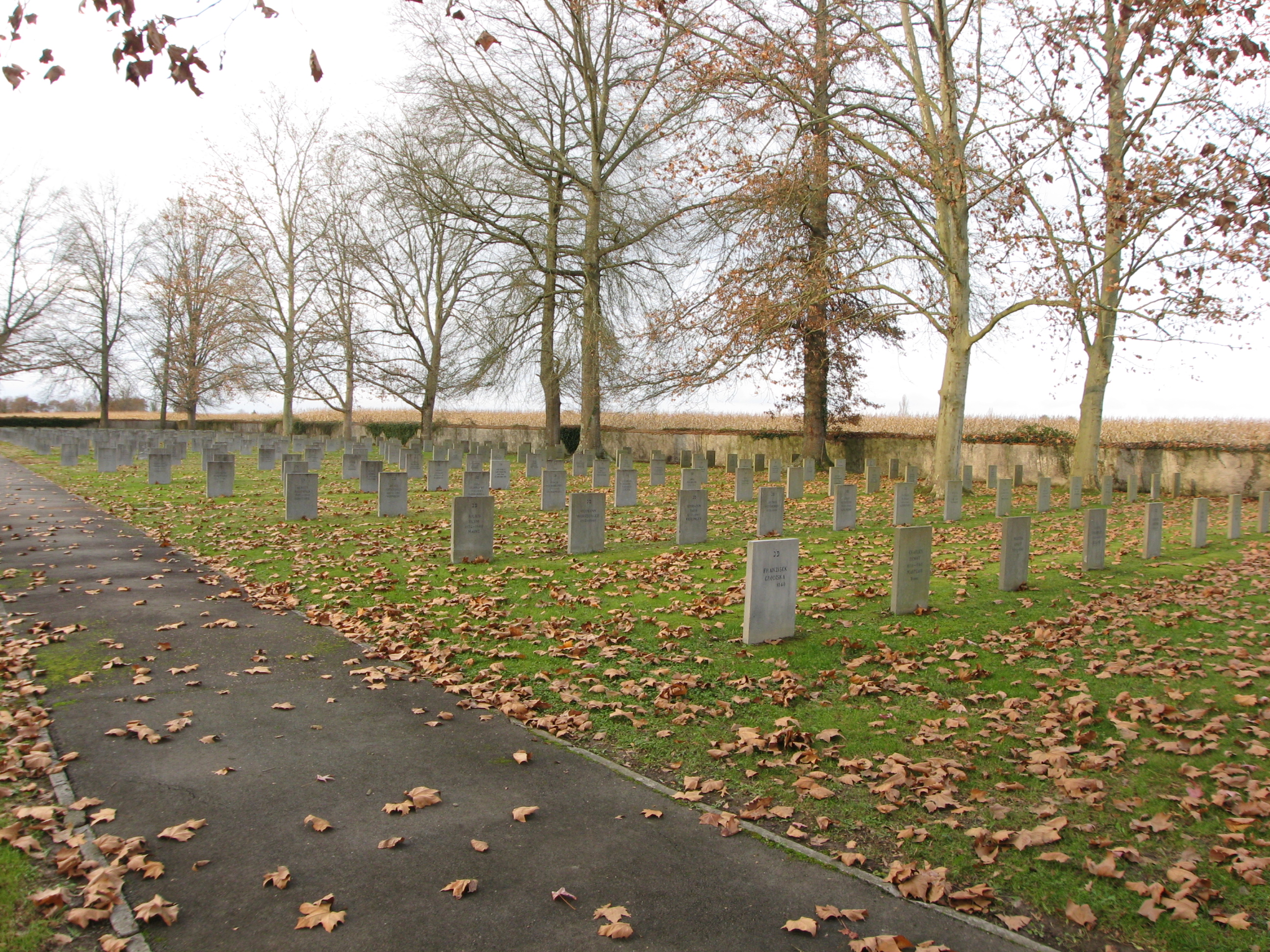
Vue partielle des tombes juives.
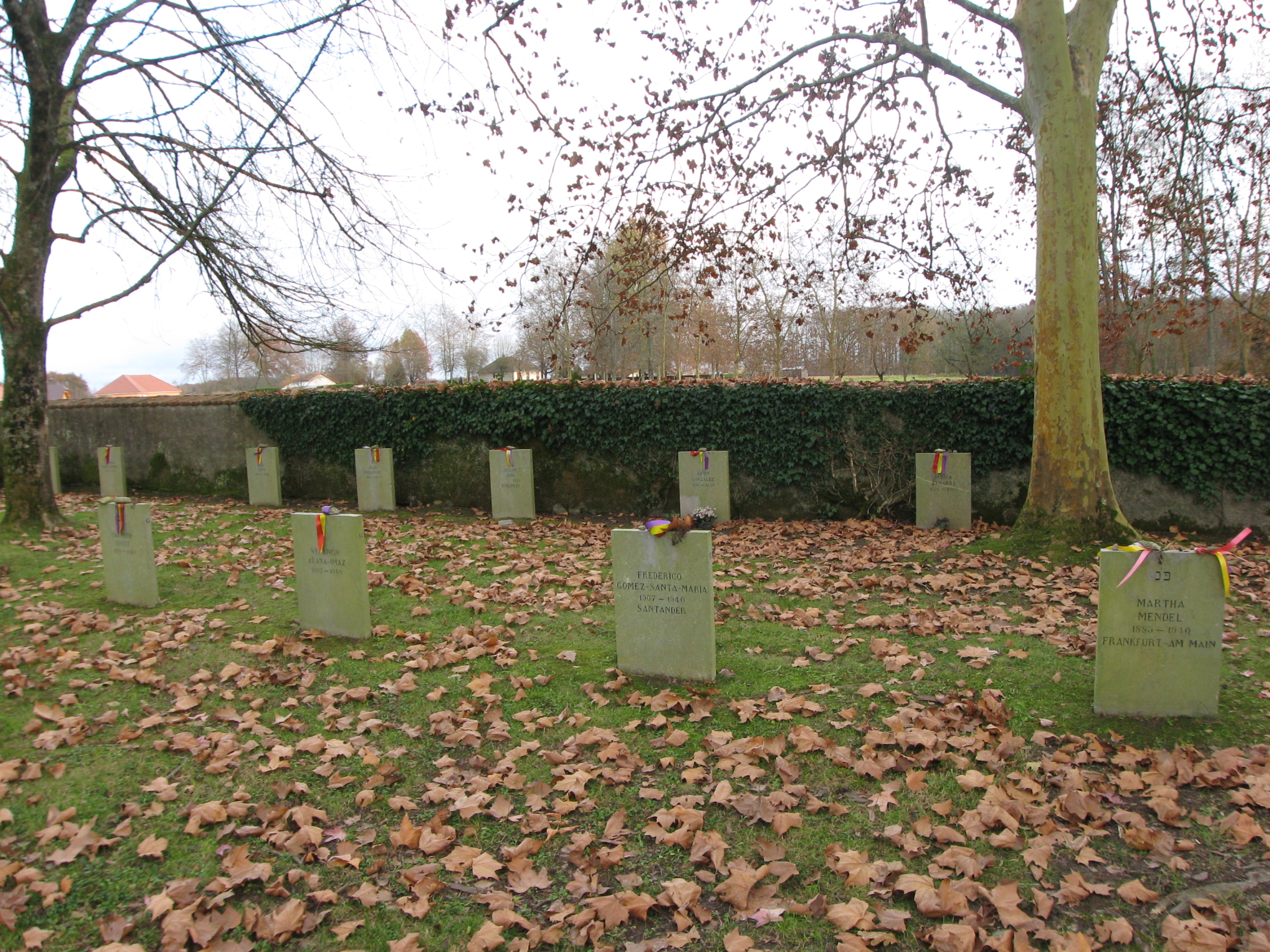
Républicains espagnols.

Pendant la Seconde Guerre mondiale, Gurs a accueilli un camp d'internement administré par le régime de Vichy. D'abord destiné aux réfugiés républicains espagnols, il a ensuite accueilli de nombreux Juifs, avant leur départ pour le camp de Drancy et Auschwitz. Dans une récente étude, le chercheur Jacky Tronel indique qu'avant de servir de lieu d'internement des Juifs, le camp fut la prison militaire de Paris repliée.
Les tombes des combattants républicains espagnols et des volontaires de la brigade internationale se situent à droite en entrant dans le cimetière.
En octobre 1940, à la fermeture du camp de Saint-Cyprien près d'Argelès, 3 858 hommes — la plupart arrêtés par les autorités belges le 10 mai 1940 — furent transférés au camp de Gurs. Ils étaient majoritairement Juifs.
De janvier 1941 à décembre de la même année, des prisonniers de Gurs furent transférés au camp des Milles dans les Bouches-du-Rhône, dans l'attente de leur émigration vers les États-Unis, la Bolivie, Cuba et d'autres destinations.

## Politique et administration
| Période                                  | Période  | Identité          | Étiquette    | Qualité |
| ---------------------------------------- | -------- | ----------------- | ------------ | ------- |
| Les données manquantes sont à compléter. |          |                   |              |         |
| 1995                                     | 2014     | Louis Costemale   | RPR puis UMP |         |
| 2014                                     | 2020     | Michel Forcade    |              |         |
| 2020                                     | En cours | Christian Puharré |              |         |

### Intercommunalité
La commune fait partie de six structures intercommunales :
- la communauté de communes du Béarn des Gaves ;
- le SIVU d’assainissement de Navarrenx ;
- le syndicat AEP de Navarrenx ;
- le syndicat de la perception de Navarrenx ;
- le syndicat intercommunal des gaves et du Saleys ;
- le syndicat mixte forestier des chênaies des vallées basques et béarnaises.

## Population et société

### Démographie

#### Évolution démographique
L'évolution du nombre d'habitants est connue à travers les recensements de la population effectués dans la commune depuis 1793. Pour les communes de moins de 10 000 habitants, une enquête de recensement portant sur toute la population est réalisée tous les cinq ans, les populations de référence des années intermédiaires étant quant à elles estimées par interpolation ou extrapolation. Pour la commune, le premier recensement exhaustif entrant dans le cadre du nouveau dispositif a été réalisé en 2007.

En 2022, la commune comptait 418 habitants, en évolution de −1,65 % par rapport à 2016 (Pyrénées-Atlantiques : +3,78 %, France hors Mayotte : +2,11 %).
| 1793 | 1800 | 1806 | 1821 | 1831 | 1836 | 1841 | 1846 | 1851 |
| ---- | ---- | ---- | ---- | ---- | ---- | ---- | ---- | ---- |
| 589  | 684  | 614  | 625  | 642  | 720  | 693  | 657  | 694  |

| 1856 | 1861 | 1866 | 1872 | 1876 | 1881 | 1886 | 1891 | 1896 |
| ---- | ---- | ---- | ---- | ---- | ---- | ---- | ---- | ---- |
| 723  | 683  | 661  | 608  | 633  | 624  | 606  | 574  | 553  |

| 1901 | 1906 | 1911 | 1921 | 1926 | 1931 | 1936 | 1946 | 1954 |
| ---- | ---- | ---- | ---- | ---- | ---- | ---- | ---- | ---- |
| 606  | 580  | 541  | 504  | 514  | 474  | 502  | 537  | 443  |

| 1962 | 1968 | 1975 | 1982 | 1990 | 1999 | 2006 | 2007 | 2012 |
| ---- | ---- | ---- | ---- | ---- | ---- | ---- | ---- | ---- |
| 415  | 395  | 392  | 384  | 381  | 383  | 375  | 374  | 424  |

| 2017 | 2022 | - | - | - | - | - | - | - |
| ---- | ---- | - | - | - | - | - | - | - |
| 419  | 418  | - | - | - | - | - | - | - |

### Enseignement
Établissements d'enseignements :
- La commune dispose d'une école maternelle et primaire.
- Collèges à Navarrenx, Mauléon-Licharre, Domezain-Berraute, Mourenx,
- Lycées à Berrogain-Laruns, Chéraute, Mauléon-Licharre, Etcharry.

### Santé
Professionnels et établissements de santé :
- Médecins à Susmiou, Géus-d'Oloron, Navarrenx, Lucq-de-Béarn, Barcus, Mauléon-Licharre,
- Pharmacies à Géus-d'Oloron, Navarrenx, Barcus, Mauléon-Licharre,
- Hôpitaux à Mauléon-Licharre, Oloron-Sainte-Marie, Mourenx, Tardets-Sorholus, Orthez, Saint-Palais.

### Cultes
- Culte hébraïque[50].
- Culte catholique[51].

Paroisse Saint François Xavier Navarrenx, Diocèse de Bayonne.
- Culte protestant[53].

## Économie

### Entreprises et commerces

#### Agriculture
- L'activité est principalement agricole (élevage et polyculture). La commune fait partie de la zone d'appellation de l'ossau-iraty.
- Élevage d'ovins et de caprins.
- Élevage de vaches laitières.
- Élevage d'autres bovins et de buffles.
- Élevage de chevaux et d'autres équidés.
- Élevage de volailles.
- Culture et élevage associés.
- Culture de céréales (à l'exception du riz), de légumineuses et de graines oléagineuses.

#### Tourisme
- Hébergements  :
  - Chambres d'hôtes, Gîtes ruraux à Susmiou, Navarrex.
- Restauration :
  - à Camblong, Geüs-d'Oloron.
- Camping à Navarrex.

#### Commerces
- Commerces et services de proximité.

## Culture locale et patrimoine

### Patrimoine civil
- Le château de Gurs.
- Tumulus du camp de Gurs[54],[55]

### Patrimoine religieux
- L'église Saint-Martin date[56],[57] du XIXe siècle.

Maître-autel et retable tabernacle, en bois sculpté,
- Monument aux morts[60] : Conflits commémorés : Guerres franco-allemande de 1914-1918 - 1939-1945.

### Personnalités liées à la commune
Les conditions de détention du camp d'internement de Gurs ont inspiré à la secrétaire de la CIMADE, Madeleine Barot et au Secrétaire général du Conseil oecuménique Visser't Hooft, les Thèses de Pomeyrol.

### Héraldique
| Blason de Gurs | Blason  | Tiercé en pairle renversé : au 1er d'or à deux vaches de gueules, accornées, colletées et clarinées d'azur passant l'une au-dessus de l'autre, au 2e d'azur à un lion d'or, au 3e de sinople à trois fasces ondées d'argent. |
| Blason de Gurs | Détails | Le statut officiel du blason reste à déterminer. |